# Birthday Cake (Rihanna)
Birthday Cake is een nummer van de Barbadiaanse zangeres Rihanna, afkomstig van haar zesde studioalbum Talk That Talk. Het is het intro van Talk That Talk en duurt één minuut en achttien seconden. Later werd de volledige versie van Birthday Cake, in samenwerking met Chris Brown, uitgebracht.
De single kreeg in de Verenigde Staten de platina status.

## Remix
Op 6 maart 2012 werd er een remix van Birthday Cake uitgebracht, in samenwerking met Chris Brown. Het is ook de volledige versie van Birthday Cake.

### Uitgaven
| Land             | Datum            | Editie                   | Label              |
| ---------------- | ---------------- | ------------------------ | ------------------ |
| Verenigde Staten | 20 februari 2012 | Premiere                 | Def Jam Recordings |
| Verenigde Staten | 6 maart 2012     | Urban contemporary radio | Def Jam Recordings |